# Конверсионный маркетинг
Конверсионный маркетинг (англ. Conversion Marketing) в электронной коммерции представляет собой процесс преобразования посетителей сайта в покупателей. Однако различные ресурсы преследуют различные цели, и далеко не всегда конечным требованием является продажа. На отдельных площадках понятие «конверсия» включает целый ряд действий, связанных с покупкой. Примерами таких действий могут быть попутное оформление бесплатной доставки, добавление товара в корзину, общение потенциального покупателя на определенном этапе заинтересованности с онлайн-консультантом и т. д..

## Измерения
Эффективность конверсионного маркетинга измеряется коэффициентом конверсии: соотношением числа пользователей, совершивших требуемое действие к общему числу посетителей сайта. Конвертация «электронных витрин» — величина сравнительно невысокая, а значит, использование приёмов конверсионного маркетинга очень актуально и может значительно увеличить доход интернет-магазина, благоприятно повлиять на поведенческие факторы пользователей и в общем случае увеличить естественный прирост посещаемости ресурса.
Конверсионный маркетинг пытается решить проблему низкой конверсии за счет оптимизации процесса обслуживания клиентов. Инструментами становятся: UI/UX, использование веб-аналитики, качественного копирайтинга и преобразование общего дизайна под требования пользователей.
Конверсионный маркетинг рассматривается в рамках долгосрочных инвестиций, так как далеко не всегда удаётся за короткий срок существенно увеличить конверсию сайта. Зачастую, действительно внушительных результатов можно добиться через ряд A/B-тестов, поэтапное выстраивание и корректировку тех или иных шагов, которые помогают улучшить взаимосвязь с потенциальными покупателями.
Конверсионный маркетинг исключает введение дополнительного трафика, а направлен на преобразование существующего. С этой целью ведется активное взаимодействие с аудиторией: новые приёмы проходят обязательное тестирование, при помощи аналитических данных фиксируются действия посетителей ресурса и выводятся наиболее возможные причины отказа от определенного предложения. Рассматриваемый способ предполагает не только информирование покупателя о том или ином продукте/услуге, но должен вызвать желание приобрести его через Интернет. В идеальном случае конечной целью конверсионного маркетинга является модель взаимоотношений с клиентом, когда последний будет заинтересован в продолжении сотрудничества после покупки. Поэтому инструменты конверсионного маркетинга сопровождают клиента на протяжении всего цикла от входа на сайт до целевого действия, а также облегчают переход от одного этапа к другому.
Одним из инструментов для отслеживания результатов от использования конверсионного маркетинга является HADI цикл — Hypothesis, Action, Data, Insights — от гипотезы через действия к данным и выводам, на основе которых корректируется гипотеза и начинается следующий виток цикла. Методология взята из технологии управления стартапами, когда запускается минимальная версия продукта (или в данном случае — минимальная версия гипотезы) и планируется деятельность на неделю таким образом, чтобы за эту неделю полностью был пройден один HADI цикл (или несколько, если есть возможность запустить их параллельно). Спустя неделю анализируются результаты, собирается обратная связь и делаются соответствующие результатам выводы.

## Коэффициент конверсии
Коэффициент конверсии (CR — conversion rate) — это процентное соотношение положительных результатов в любом процессе по сравнению с общими показателями за определённый период времени. Первоначально понятие коэффициента конверсии имело отношение исключительно к фондовому рынку. Этим обозначением характеризовался обменный курс конвертируемых ценных бумаг. Следовательно, это определение — заимствованно.
Коэффициент конверсии (в интернет-маркетинге) — это доля посетителей сайта, выходящая за рамки случайного просмотра страниц, выполняющая действия соответствующие ожиданиям маркетологов, рекламодателей и создателей контента.
Успешная конверсия по-разному определяется группами различных специалистов. Например, для маркетологов успешная конверсия считается соотношением количества продаж к количеству посетителей, изначально проявившим интерес к объявлению, размещенному в виде баннерной рекламы. Создатели контента назовут конверсию успешной, опираясь на показатели активности регистрации пользователей, подписки на рассылки, количество скачиваний ПО или другой целевой деятельности. Сайтам, которые нацелены на формирование офлайн-действий аудитории (это могут быть телефонные звонки или личное посещение магазина), измерить уровень конверсии сложнее. Чтобы понять, по какому рекламному каналу пришёл клиент, и для более точного сбора информации к сайту подключаются несколько виртуальных номеров, в том числе и бесплатные номера 800.
Для сайтов, где аудитория совершает действия в онлайн режиме, отследить конверсию можно при помощи стандартных средств веб-аналитики.
В целом, на коэффициент конверсии влияют:
1. Маркетинг: качество сбора и анализа информации; гипотезы, выдвинутые маркетологом на основе научных исследований, данных, полученных от клиента и собственного опыта; формирование предложения для клиентов (offer); проработка сценариев действий разных групп пользователей на сайте (использование персонажей); выбор каналов привлечения потенциальных клиентов; опыт работы с выбранными каналами и т. д.
2. Контент и копирайтинг: дескриптор (краткое описание смыслового содержания всего сайта); изображения; фото- и видеоматериалы; тексты (в том числе заголовки и подзаголовки, надписи на кнопках, названия ссылок в меню, подсказки).
3. UI/UX дизайн: структура сайта и навигация; доступность интерфейса; юзабилити; соответствие стиля дизайна маркетинговым целям[5].
4. Веб-программирование: скорость загрузки сайта; корректность отображения сайта на различных устройствах (телефоны, планшеты, экраны разного формата); анимация и динамические эффекты; корректность работы форм для заполнения, кнопок, функций отправки уведомлений и т. д.
5. Внешние факторы: уровень конкуренции в тематике, сезонность бизнеса, количество участников на рынке, востребованность предлагаемого товара/услуги на рынке, существующие условия доставки, формы оплаты и т. д.

## Общие инструменты конверсионного маркетинга
- Рекомендации и отзывы — оценка покупателями (и лидерами мнений) продукта/услуги. Наличие правдивых отзывов помогает другим потенциальным клиентам создать своё собственное представление о продукте/услуге и на основе его восприятия принять решение о дальнейших действиях на сайте.
- Целевые предложения — предполагают формирование интереса к предложению исходя из анализа поведенческих и демографических особенностей клиента.
- E-mail персонализация — письма с персонифицированной информацией и вложениями (картинками, документами), сформированными с учетом имеющейся в распоряжении личной информации и личных предпочтений покупателя.
- Чат — как правило, посетители покидают сайт, если им предстоит сделать больше трех кликов прежде, чем достичь конечной цели. Для налаживания контакта с покупателем уже на этапе знакомства с предложением и сопровождения последующих шагов, прибегают к установке экспресс-чата или другими словами онлайн-консультанта.
- Click-to-Call — при переключении клиента от работы с сайтом к звонку система Click-to-Call дает возможность учитывать, на каком этапе взаимодействия с сайтом остановился потенциальный клиент, и начинать диалог именно с этого момента.
- Co-Browsing — инструмент, позволяющий оказать поддержку (посредством чата или звонка), с целью помочь клиенту в заключении сделки онлайн.
- Автоматизированный гид — определенные шаги, которые позволяют клиенту лучше понять особенности продукта, и которые направлены на оказание помощи в процессе выбора.
- Репозиционирование — идентификация посетителей, заинтересованных в определенном товаре или услуге, которая производится на основе анализа данных о предыдущих просмотрах и сайта и введённых поисковых запросов, с последующим предложением релевантного контента путём целенаправленного размещения объявлений или изменения информации на самом сайте.

## Методы повышения конверсии в электронной коммерции
Среди способов увеличения конверсии наиболее популярны следующие:
- Сбор и размещение отзывов пользователей о продукте или услуге.
- Сбор данных о предпочтениях пользователей путём анализа действий посетителей сайта и составления ключевых возражений.
- Отслеживание стандартных показателей с использованием веб-аналитики и разного программного обеспечения в рамках заданной цели. Целью может быть, например, «увеличение кол-ва подписчиков на электронную рассылку».
- Совершенствование и конкретизация содержимого сайта (это может касаться текста, изображений, видео) для преобразования случайных посетителей в потенциальных покупателей.
- Улучшение юзабилити для сокращения барьеров на пути преобразования.
- Улучшение навигации по сайту таким образом, чтобы пользователям не приходилось долго искать то, что им необходимо.
- Повышение авторитета и доверия путём разработки хорошего дизайна сайта и размещения логотипов клиентов, имеющих вес в своей нише.
- Использование приложений-помощников (например, сервисов обратного звонка, чатов для онлайн консультирования и др.)
- Использование AIDA, чтобы вовлечь пользователя в воронку конверсии.